# تاريخ الحزب الشيوعي الفييتنامي
يتقفى هذا المقال تاريخ الحزب الشيوعي الفييتنامي، والذي حكم كامل فييتنام أو أجزاء منها ابتداءً من العام 1945. 

## تانه نيين
تأسس الحزب الشيوعي الفييتنامي في العام 1925. في ربيع ذلك العام، أسس الشاب المولود باسم نغوين سين كونغ –تحت الاسم الحركي نغوين الوطني– والذي يُعرف باسمه الأشهر هوشيه منه (هو المتنوّر) أسس رابطة الشباب الثوريين باسم: تانه نيين، وهي منظمة سياسية شيوعية.
سعت رابطة تانه نيين إلى توظيف المشاعر الوطنية لإنهاء الاحتلال الفرنسي المستعمر لفييتنام. كافحت المجموعة في سبيل تحقيق أهداف سياسية واجتماعية، تمثلت في الاستقلال الوطني وإعادة توزيع الأراضي على الفلاحين العاملين.
سبق تأسيس رابطة تانه نيين وصول المسؤول في الكومنترن هوشيه منه إلى كانتون، الصين من موسكو في ديسمبر من العام 1924. أُرسل هوشيه منه إلى الصين بدعوى عمله سكرتيرًا ومترجمًا لميخائيل بورودين، ولكن في حقيقة الأمر كان ذهابه مرتبطًا بالعمل مباشرة في تحويل الحركة الوطنية الفييتنامية الموجودة آنذاك نحو الأهداف الثورية. نجح هوشيه منه في استقطاب مجموعة صغيرة من المثقفين المهاجرين تُدعى تام تام شا (رابطة القلب-إلى-القلب) نحو الاشتراكية الثورية وهكذا ظهرت رابطة تانه نيين.
أدارت القيادة المركزية للمنظمة في كانتون الحركة الثورية السرية في فييتنام، واضطلعت باتخاذ جميع القرارات المهمة.
أُسست رابطة تانه نيين بهدف التحضير لخوض صراع مسلح ضد الاحتلال الفرنسي المستعمر. ارتأى هوشيه منه ورفاقه حدوث ذلك عبر ثلاث مراحل. في المرحلة الأولى، تُقام قاعدة خارجية كمركز تدريب، ومصدر موحد للدعاية السياسية، وقيادة مركزية لاتخاذ القرارات الاستراتيجية، والحفاظ على الالتزام بالمبادئ الأيديولوجية. خُطط لتدريب المجموعات الثورية السرية التي سُميت «خلايا» في كانتون الصينية لتُعاد للعمل في فييتنام.
في المرحلة الثانية، يتحول النشاط إلى العمل «شبه السري»، إذ يتولى كوادر منظمة تانه نيين تحريك النشاطات السياسية والاقتصادية، بما في ذلك تنظيم الإضرابات، والمقاطعة، والمظاهرات، والتي قد تشتمل على بعض العنف السياسي كوسيلة لحشد الجماهير. والمرحلة الثالثة هي مرحلة التمرد، يكون الهدف منها الإطاحة بالنظام السياسي القائم بقوة السلاح، وتأسيس حكومة ثورية جديدة.
صُمّمت رابطة تانه نيين على نموذج مرن يتبع التنظيم الجماهيري المفتوح، إذ كان أعضاؤها الأشد إخلاصًا جزءًا من المركز التوجيهي المسمى جماعة الشباب الشيوعي. يُعتقد أن جماعة الشباب الشيوعي كان قوامها 24 عضوًا عندما حُلّت رابطة تانه نيين في العام 1929. إضافة إلى تانه نيين، أدارت الدائرة الداخلية الضيقة لجماعة الشباب الشيوعي منظمتين جماهيريتين غيرها، هما نونغ هوي («رابطة الفلاحين») وكونغ هوي («رابطة العمال»).
نشرت جماعة الشباب الشيوعي وتانه نيين الكراسات والصحف، ودليلًا للنظرية الثورية والوسائل العملية يُدعى الطريق إلى الثورة، وأربع صحف –تانه نيين («الشباب») من يونيو 1925 حتى مايو 1930؛ وباو كونغ نونغ («الفلاحون العاملون») من ديسمبر 1926 حتى بداية العام 1928؛ ولينه كاش مينه («الجندي الثوري») من بداية العام 1927 حتى بداية العام 1928؛ وفييت نام تين فونغ («طليعة فييتنام») في العام 1927.